# Арктички морски папагај
Арктички морски папагај (лат. Fratercula arctica) је врста морских птица у породици њорке. Једини је пафин пореклом са Атлантског океана. Две сродне врсте, Fratercula cirrhata и Fratercula corniculata, се налазе на североисточном Тихом океану. Гнезди се у Квебеку, на Исланду, у Норвешкој, на Гренланду, Њуфаундланду и Лабрадору, у Новој Шкотској и на Фарским Острвима, те на југу до Мејна на западу и Француске на истоку. Арктички морски папагај се најчешће налази на Исланду. Иако има велику популацију и широк распон, врста се брзо смањила, барем у неким деловима свог подручја, што је резултирало да их Међународна унија за заштиту природе прогласи угроженом. На копну има типичан усправан став као њорке. У мору плива по површини и храни се углавном ситном рибом коју хвата ронећи под водом, користећи крила за погон.
Овај папагај има црна леђа, бледо сиве мрље на образу и беле доње делове. Његов широко означени црвени и црни кљун и наранџасте ноге су у контрасту са перјем. Митари се током зиме на мору, а неке карактеристике лица јарких боја се губе, а боја се поново враћа током пролећа. Спољашњи изглед одраслог мужјака и женке је идентичан, иако је мужјак обично нешто већи. Млади имају слично перје, али су им мрље на образу тамносиве. Немају јарко обојену главу, кљун им је ужи и тамносиве боје са жућкастосмеђим врхом, а ноге и стопала су му такође тамни. Са северна су типично већи папагаји него на југу и ове популације се генерално сматрају различитом подврстом.
Након јесени и зиме на отвореном океану хладних северних мора, арктички морски папагај се враћа у приобална подручја на почетку сезоне парења, на касно пролеће. Гнезди се у колонијама на литицама, копајући рупу у којој полажу једно бело јаје. Млади се углавном хране целом рибом и брзо расту. Након отприлике шест недеља, потпуно је развијен и ноћу одлази до мора. Плива далеко од обале и не враћа се на копно неколико година.
Колоније су углавном на острвима без копнених предатора, али одрасле птице и млади су изложени опасности од напада галебова и поморница из ваздуха. Понекад птица попут краткорепе поморнике узнемирава арктичког морског папагаја који у кљуну има рибу, због чега изгуби лов. Упечатљив изглед, шаре, ходање и понашање су јој доделили надимака попут „морског кловна” и „морског папагаја”. Званични је симбол за канадску провинцију Њуфаундланд и Лабрадор.

## Таксономија и етимологија
Арктички морски папагај је врста морских птица из реда шљункарица. Припада породици њорке која укључује Guillemot, Synthliboramphus, пафина и оштрокљуне њорке. Cerorhinca monocerata и пафини су блиско повезани, заједно чине племе морских папагаја. Арктички морски папагај је једина врста из рода пафина која се налази у Атлантском океану. Још две врсте су познате са североистока Пацифика, Fratercula cirrhata и Fratercula corniculata, при чему је други најближи рођак арктичког морског папагаја.
Биномна номенклатура Fratercula потиче од средњовековног латинског fratercula, упућује на црно–бело перје које подсећа на монашку одећу. Специфично име arctica се односи на северну дистрибуцију птице, изведено из грчког ἄρκτος који се односи на сазвежђе са севера, Великог медведа. Народни назив puffin се првобитно примењивао на масно, слано месо младих птица неповезане врсте Puffinus puffinus, које је 1652. било познато као Manks puffin. Представља англо–норманску реч ( средњоенглески pophyn или poffin) која се користи за сушене лешеве. Арктички морски папагај је добио име у много каснијој фази, вероватно због сличних навика гнежђења, а Томас Пенант га је 1768. формално променио на Fratercula arctica. Иако је врста позната и као морски папагај, арктички морски папагај је енглески назив који препоручује Међународни орнитолошки конгрес.
Опште признате три подврсте су:
- F. a. arctica
- F. a.  grabae
- F. a.  naumanni

Једина морфолошка разлика између ова три је њихова величина. Дужина тела, дужина крила и величина кљуна се повећавају на већим географским ширинама. На пример, папагај са северног Исланда (подврста F. a. naumanii) је тежине око 650 g и има дужину крила од 186 mm, а једна са Фарских Острва (подврста F. a. grabae) тежka je 400 g и има крило дужине 158 mm. Појединци са јужног Исланда (подврста F. a. arctica) су средње величине између ове две. Ернст Мајр је тврдио да су разлике у величини клиничке и типичне за варијације које се налазе у периферној популацији и да не треба препознати подврсте.

## Опис
Арктички морски папагај садржи дебели врат, кратка крила и реп. Дужине је 28—30 cm од врха кљуна до репа. Распон крила му је 47—63 cm, а на копну је око 20 cm висок. Мужјак је генерално нешто већи од женке, али су обојени подједнако. Чело, круна и потиљак су сјајно црни, као и леђа, крила и реп. Широк, црни овратник се протеже око врата и грла. Са сваке стране главе се налази велико подручје врло бледо сиве боје. Ове закрпе на лицу се сужавају до тачке и скоро се састају на потиљку. Облик главе ствара набор који се протеже од ока до крајње тачке сваке мрље, дајући изглед сиве пруге. Око изгледа скоро троугластог облика због мале површине рожнате плаво–сиве коже изнад ње и правоугаоне мрље испод. Дужице су смеђе или тамно плаве и свака има црвени орбитални прстен. Доњи делови птице, дојке, трбух и испод покривача репа су бели. До краја сезоне парења, црно перје је изгубило сјај или чак попримило благо смеђу нијансу. Ноге су кратке и постављене према телу, дајући птици усправан став док је на копну. Ноге и велика мрежаста стопала су светло наранџасте боје, у контрасту са оштрим, црним канџама.
Кљун је веома карактеристичан, са стране је широк и троугласт, али гледано одозго је узак. Половина близу врха је наранџасто–црвена, а половина близу главе је сива. Жути гребен одваја два дела. На споју две чељусти се налази жута, наборана розета. Тачне пропорције кљуна варирају у зависности од старости птице. Код младих кљун је достигао своју пуну дужину, али није тако широк као код одраслих. С временом се продубљује, горња ивица се закривљује. Како стари, на црвеном делу се може формирати један или више жлебова. Арктички морски папагај има снажан угриз.
Карактеристичан светло наранџаст кљун и друге карактеристике лица се развијају у пролеће. На крају сезоне парења, ови посебни премази и додаци се осипају у делимичном митарењу. Због тога кљун изгледа мање широк, врх мање светао, а основа тамније сива, очи изгледају округле. Истовремено се замењује перје главе и врата и лице постаје тамније. Ово зимско перје људи ретко виђају, јер кад оставе своје младе, птице излазе на море и не враћају се на копно до следеће сезоне парења. Млади су слични одраслима у перју, али потпуно са тамно сивим лицем и жућкастосмеђим врхом кљуна и ногама. Након што се појави, одлази до воде, на море и не враћа се на копно неколико година. У међувремену, сваке године има шири и светлији кљун, блеђе мрље на лицу и светлије ноге.  
Арктички морски папагај има управан лет, обично 10 метара изнад површине мора и више изнад воде од већине других њорки. Углавном се креће ефикасно својим мрежастим стопалима и ретко се уздиже у ваздух, обично их је на мору. У колонији за размножавање је тихо изнад земље, али у својој јазбини производи режање које донекле подсећа на окретање моторне тестере.

## Подела
Арктички морски папагај је птица хладнијих вода Атлантског океана. Гнезди се на обалама северозападне Европе и источне Северне Америке. Више од 90% светске популације се налази у Европи (4.770.000—5.780.000 парова, 9.550.000—11.600.000 одраслих), а само на Исланду колоније су 60% арктичких морских папагаја. Највећа колонија западног Атлантика (процењује се на више од 260.000 парова) се може наћи у еколошком резервату јужно од Сент Џонса. Остале главне локације за узгој укључују северну и западну обалу Норвешке, Фарска Острва, Шетландска и Оркнијска острва, западну обалу Гренланда и обале Њуфаундленда. Колоније мање величине се налазе и другде на Британским острвима, у области Мурманск у Русији, Новој Земљи, Свалбарду, Лабрадору, Новој Шкотској и Мејну. Острва су им посебно привлачна за узгој у поређењу са копненим местима.  
Док је на мору, простире се широм Атлантског океана, укључујући Северно море и може ући у Северни поларник. Лети се њена јужна граница протеже од северне Француске до Мејна, а зими се може простирати чак до југа до Средоземног мора и Северне Каролине. Ове океанске воде имају велики опсег од 15—30 милиона km², тако да свака птица има више од 1 km² на располагању и ретко се виђају на мору. У Мејну, геолокатор нивоа светлости је причвршћен за ноге арктичког морског папагаја, који чувају информације о њиховом боравишту. Утврђено је да једна птица прелети 7,7 km океана за осам месеци, путујући на север до северног Лабрадорског мора па југоисточно до средњег Атлантика пре него што се врати на копно.
Код дуговечне птице са малом величином кљуна, попут арктичког морског папагаја, стопа преживљавања одраслих је важан фактор који утиче на успех врсте. Научним прстеновањем птица је утврђено да само 5%  младих није успело да се поново појави у колонији, али је то учинило током сезоне парења. Остатак је изгубљен на неко време између одласка са копна, на лето, и поновног појављивања следећег пролећа. Птице зиму проводе широко распрострањене на отвореном океану, мада постоји тенденција да појединци из различитих колонија презиме у различитим областима. Мало се зна о њиховом понашању и исхрани на мору, али није пронађена корелација између фактора околине, као што су варијације температуре и њихове стопе смртности. Доступност хране зими и лети утиче на опстанак птица, јер је мања вероватноћа да ће појединци који започну зиму у лошем стању преживети од осталих.

## Понашање
Као и многе морске птице, арктички морски папагај проводи већину године далеко од копна на отвореном океану и посећује само приобална подручја ради размножавања. Друштвена је птица и обично се гнезди у великим колонијама.

### На мору
Арктички морски папагај је осамљен када је на мору, а овај део њиховог живота је мало проучаван, јер је задатак проналаска чак и једне птице на огромном океану тежак. Свакодневно проводи много времена одржавајући своја перја. Његово спуштено перје остаје суво и пружа топлотну изолацију. Као и код других морских птица, његова горња површина је црна, а доња бела што обезбеђује камуфлажу, док предатори у ваздуху не могу да посматрају птицу на тамној, воденој позадини, а подводни нападачи их не примећују док се стапају са светлим небом изнад таласа.  
Кад полети, арктички морски папагај додирује површину воде, док снажно маше крилима, пре него што одлети у ваздух. Величина крила се прилагођава његовој двострукој употреби, и изнад и испод воде, а његова површина је мала у односу на тежину. Како би одржали лет, крила морају да ударају врло брзо, неколико пута у секунди. Лети мало изнад површине воде и до 80 km/h. Слетање је опасно због таласних гребена. Док је на мору, арктички морски папагај има годишње митарење. Копнене птице углавном губе перје једно по једно како би и даље могли да лете, док арктички морски папагај одбацује све своје примарне перје одједном и потпуно одбацује лет на месец или два. Митарење се обично дешава између јануара и марта, али млади могу изгубити перје нешто касније у току године.  

### Храна
Исхрана арктичког морског папагаја се састоји готово у потпуности од рибе, мада преглед садржаја желуца показује да се повремено храни шкампама, раковима, мекушцима и многочекињастим црвима, посебно у приобални водама. При риболову плива брзо под водом користећи полупроширена крила и може досећи значајне дубине. Може да једе рибу до 18 cm, али његов плен је обично мања риба, око 7 cm дуга. Одрасли може да поједе отприлике 40 јегуља, харинга, спрата или ципала дневно. Лови видом и може прогутати мале рибе док је потопљен, док веће износи на копно. Може уловити неколико малих риба у једном роњењу, држећи плен у кљуну, на језику, док друге хвата. Вишак соли коју прогута делимично избацује кроз бубреге, а делом излучује кроз специјализоване слане жлезде у ноздрвама. 

### На копну
На пролеће се зрели арктички морски папагаји враћају на копно, обично у колонију где су се излегле. Утврђено је да они који су уклоњени као млади и пуштени на друго место показују верност до тренутка ослобођења. Окупљају се неколико дана на мору у малим групама пре него што се врате на места гнежђења на врху литице. Свака велика колонија је подељен на субколоније физичким границама птеридиумом или улексом. Најпожељнија места за гнежђење су густо набијене рупе на травнатим падинама тик изнад ивице литице где се полетање најлакше постиже. Птице су обично моногамне, али то је резултат њихове верности местима гнежђења, а не партнерима, па се често враћају у исте јазбине из године у годину. Каснији доласци у колонију могу открити да су сва најбоља места за гнежђење већ заузета, па су гурнути према периферији, где су у већој опасности од предатора. Млади могу доћи на обалу месец или више након зрелих птица и неће пронаћи преостала места за гнежђење. Они се не размножавају до следеће године, мада ако се покривач тла који окружује колонију смањи пре него што стигну одрасли, број парова који се успешно гнезде може се повећати.  
Млади су опрезни при приближавању колонији, ниједна не слеће на локацију на којој већ нису присутни други. На тлу проводе много времена прекупљујући, ширећи уље из своје жлезде и постављајући свако перо у правилан положај кљуном или канџом. Такође проводе време стојећи поред својих улаза и у интеракцији са птицама у пролазу. Доминацију показује усправан став, са раштрканим перјем на прсима и нагнутим репом, претерано полаганим ходањем трзањем главе. Покорне птице спуштају главу, држе тело водоравно и беже од доминантних јединки. Птице обично сигнализирају своју намеру да полету кратким спуштањем тела пре него што потрче низ падину како би стекле замах. Ако се птица уплаши и неочекивано полети, паника се може ширити колонијом са свим птицама које узлећу и круже у великом кругу. Колонија је најактивнија увече, а птице стоје изван својих јазбина, одмарају се на травњаку или се шетају. 
Травњак се током лета суши, вегетација одумире, а суво тло одвлачи ветар. Јаме се понекад урушавају, а људи могу узроковати да се то догоди неопрезним ходањем по падинама гнезда. Узрок губитка колонија може бити и ерозија када остане тако мало земље од којих се не могу направити рупе. Национално друштво Audubon је имало успеха у Мејну, где су, након паузе од 90 година, поново населили арктичке морске папагаје и поново су почели да се размножавају. До 2011. године више од 120 парова се угнездило на острво. На другој страни Атлантика, само пет парова младих се размножавало 1958. године, док је 20 година касније било присутно 10.000 парова.  

### Репродукција
Пошто проводи зиму сам на океану, није јасно да ли се арктички морски папагај среће са претходним партнером на мору или се сусрећу када се врате у своје гнездо претходне године. На копну су почели да побољшавају и чисте рупу. Често један стоји испред улаза док други ископава избацујући количине земље и песка који обасипа партнера који стоји напољу. Неке птице сакупљају стабљике и фрагменте суве траве као материјал за гнежђење, док друге ништа не раде. Осим изградње гнезда, птице обнављају своју везу помоћу кљуна. Ово је пракса у којој се пар приближава једно другом, сваки одмахује главом с једне на другу страну, а затим заједно праве звуке кљуном. Чини се да је ово извор забаве јер се то понавља више пута, а птице настављају да то понављају током целе сезоне парења.  
Арктички морски папагај је полно зрео у периоду од 4—5 година. Птице се колонијално гнезде, копају рупе на травнатим литицама или поново користе постојеће рупе, а понекад се могу гнездити у пукотинама и међу стенама и наслагама. Такмиче се са другим птицама и животињама за јазбине. Могу ископати сопствену рупу или се преселити у већ постојећи систем који је ископао зец тако што га отера. Моногамни су (паре се за цео живот) и пружају бипаренталну негу својим младима. Мужјак проводи више времена чувајући и одржавајући гнездо, док је женка више укључена у инкубацију и храњење младих.
Полагање јаја почиње у априлу у јужнијим колонијама, али се ретко дешава пре јуна на Гренланду. Женка снесе једно бело јаје сваке године, али ако се ово изгуби рано у сезони парења, може се произвести друго. Синхроно се полажу јаја у суседним јазбинама. Велико је у поређењу са величином птице, у просеку 61 mm дуго, 42 mm широка и тешко око 62 g. Бела љуска обично нема ознаке, али се убрзо запрља блатом. Обавезе инкубације деле оба родитеља. Сваки од њих има по два легла без перја са доње стране, где побољшано снабдевање крвљу обезбеђује топлоту јаја. Родитељ време дужности инкубације проводи спавајући са главом под крилом, повремено излазећи из како би збацио прашину са перја или кратко полетео до мора.  
Укупно време инкубације је око 39—45 дана. Првих неколико дана млади се могу хранити из кљуна, али касније се риба једноставно баци на под гнезда поред младих, које их прогута целе. Млади су прекривени пахуљастим црним паперјем, очи су им отворене и могу да стоје чим се излегну. У почетку су тешки око 42 g, расте брзином по 10 g дневно. У почетку, један или други родитељ га узгаја, али како му се апетит повећава, оставља се дуже сам. Млади спавају већину времена између родитељских посета и такође се укључује у вежбе. Преуређује материјал за гнежђење, подиже и испушта ситно камење, маше незрелим крилима, повлачи за избочене врхове корена и гура и напреже се уз непоколебљив зид рупе. Пробија се према улазу или дуж бочног тунела да врши нужду. Чини се да млади предосећају долазак одраслих који се пењу дуж рупе непосредно пре доласка, али не излази напоље. Повлачи се у комору за гнездо док одрасли уноси рибу. 
- Јаје у музеју Визбаден.
- Одрасли се враћају са јегуљама да нахране младе.
- Бежање у јазбину како би избегли галебове.
- Арктички морски папагај на Скомерским острвима.
- Арктички морски папагај у јазбини.
- Скоро потпуно развијен, овај млади је близу своје јазбине и у опасности је од предатора.
- Млади који је недавно изашао из гнезда.

Ловишта се често налазе 100 km или више на мору од места гнезда, мада када хране своје младе птице излазе само на пола те удаљености. Одрасли који доносе рибу својим младима обично долазе у групама. Сматра се да ово користи птици смањујући крађе краткорепих поморники, која узнемирава арктичке морске папагаје све док не спусте рибе. Предаторство великог поморника је такође смањено због истовременог доласка неколико птица.
На шетландским острвима, хујке (Ammodytes marinus) обично чине најмање 90% хране младих. У годинама у којима је доступност хујки била ниска, стопе успеха у узгоју су пале, па су многи млади умрли од глади. У Норвешкој, атлантска харинга (Clupea harengus) је главни ослонац исхране. Када се њихов број смањио, број арктичких морских папагаја се смањио. У Лабрадору су се арктички морски папагаји чинили флексибилнијима и када Mallotus villosus нису биле доступне, успели су се прилагодити и хранити младе другим врстама плена.
Младима је потребно 34—50 дана да добију перје, што зависи од залихе хране. У годинама несташице риба, нормалан распон добијања перја је 38—44 дана, за које време млади ће достићи око 75% своје телесне тежине. Може отићи до улаза у јазбину да врши нужду, али обично не излази напоље и изгледа да има аверзију према светлости све док не буде скоро потпуно развијен. Иако се залихе рибе одраслих смањују у последњих неколико дана проведених у гнезду, млади се не напуштају. Понекад је примећен одрасли како спрема гнездо чак и након одласка младих. Током последњих неколико дана под земљом, млади одбацују перје. Његов релативно мали кљун, ноге и стопала су тамне боје и недостају му беле мрље одраслих на лицу. Млади напуштају гнездо ноћу, када је ризик од предатора најмањи. Кад тренутак дође, излази из јазбине, обично по први пут, и хода, трчи ка мору. Још не може правилно летети, па је спуштање низ литицу за њих опасно. До свитања се може удаљити од обале 3 km. Не окупља се са другима те врсте и не враћа се на земљу 2—3 године.  

## Предатори и паразити
Арктички морски папагај је сигурнији када је на мору. Опасности су чешће испод воде, а не изнад ње, а понекад се могу видети и како стављају главу под воду да би уочили грабљивице. Познато је да фоке убијају лисице, а велике рибе то такође могу учинити. Већина колонија се налази на малим острвима, што није случајно јер избегавају предаторе, сисаре са земље попут лисица, пацова, великих ласица, мачака и паса. Кад дођу на обалу, птице су и даље у опасности, а главне претње долазе са неба.  
У ваздушне предаторе арктичких морских папагаја убрајају се црни галеб, велики поморник и врсте сличне величине, које је могу уловити у лету или напасти ону која не може побећи довољно брзо. Када открију опасност, арктички морски папагаји полећу и одлећу доле до сигурности мора или се повлаче у своје јазбине, али ако их ухвате, снажно се бране кљуном и оштрим канџама. Кад се предатор концентрише на једну птицу постаје врло опасан, док је сваки појединац изолиран на тлу у већем ризику. Мање врсте галебова, попут сребрнастог и мрког, тешко да могу наштетити здравом одраслом младунцу. Они корачају колонијом узимајући јаја која су се откотрљала према улазима у јазбину или недавно излегле младе који су се превише удаљили према дневном светлу. Такође краду рибу од арктичких морских папагаја који се враћају да нахране своје младе. Када се гнезде на тундрама, на крајњем северу, краткорепи поморник је земаљска грабљивица. Узнемирава арктичке морске папагаје док су у ваздуху, присиљавајући их да испусте улов, који затим украду.
Крпељ Ixodes uriae и бува Ornithopsylla laetitiae су забележени у гнезду арктичких морских папагаја. Остале буве које се налазе на њима су Ceratophyllus borealis, Ceratophyllus gallinae, Ceratophyllus garei, Ceratophyllus vagabunda и обична зечја бува Spilopsyllus cuniculi.

## Однос са људима

### Статус и очување
Арктички морски папагај има велики домет који покрива преко 1.620.000 km² у Европи, која садржи више од 90% светске популације, 4.770.000—5.780.000 парова (што је једнако 9.550.000—11.600.000 одраслих). Међународна унија за заштиту природе је 2015. године свој статус подигла са најмање забрињавајући на угрожен што је узроковано прегледом који је открио брз и стални пад популације у европском распону. Трендови на другим местима су непознати, иако је 2018. укупна глобална популација процењена на 12—14 милиона одраслих. Неки од узрока опадања могу бити повећани предатори, уношење пацова, мачака, паса и лисица на нека острва која се користе за гнежђење, загађење токсичним остацима, утапање у рибарске мреже, смањење залиха хране и глобално загревање. На острву Лунди, број младих се смањио са 3500 парова 1939. године на десет пари 2000. године, што је углавном узроковано пацовима који су се размножили на острву и јели јаја и младе. Након елиминације пацова, очекивало се да ће се популација повећати, а 2005. године је виђено једно младунче, за који се верује да је први узгојен на острву 30 година. BirdLife International је 2018. године известио да Атлантику прети изумирање.
Крајем 20. века у Северном мору се знатно повећао број, укључујући острва Меј и Фарне, где се број повећавао за око 10% годишње. У сезони парења 2013. на острву Фарне је забележено скоро 40.000 парова, што је благи пораст за попис из 2008. и за лошу сезону претходне године, када су неке од рупа поплављене. Овај број су умањиле исландске колоније са пет милиона парова који се размножавају, при чему је арктички морски папагај најнасељенија птица на острву. На вестманским острвима, где се гнезди половина исландских морских папагаја, арктички су скоро доведени до изумирања прекомерном жетвом око 1900. године и уведена је 30-годишња забрана лова. Када су залихе обновљене, коришћен је другачији начин бербе и сада је лов на одрживом нивоу. Ипак, даља забрана лова која покрива читав Исланд је затражена 2011. године, иако се недостатак недавног успеха у узгоју арктичких морских папагаја преписиван смањењем хране, а не прекомерном жетвом. Од 2000. године нагли пад становништва примећен је на Исланду, у Норвешкој, на Фарским острвима и на Гренланду. Сличан тренд је примећен у Уједињеном Краљевству, где се чини да је пораст био 1969—2000. На пример, колонија Fair Isle је процењена на 20.200 јединки 1986. године, али је скоро преполовљена до 2012. На основу тренутних трендова, европско становништво се процењује за 50—79% између 2000—2065.
SOS Puffin је конзерваторски пројекат у шкотском центру за морске птице, за спасавање папагаја на острвима у Ферт ов Форту. Неколико хиљада арктичких морских папагаја на острву, некада једном од највећих колонија у Шкотској са 28.000 парова, су се драматично променили због инвазије изазваном Lavatera arborea која се проширила по острву и спречава папагаје да нађу погодна места за копање и узгој. Пројекат има подршку више од 700 волонтера, а постигнут је напредак у смањивању биљака, при чему се лисице враћају у већем броју. Још једна мера очувања коју је предузео центар је да подстакне возаче да провере испод аутомобила крајем лета пре него што крену, јер млади, дезоријентисани уличним светлима, могу да слете у град и сакрију се испод возила.
Пројекат Puffin је покушај који је 1973. године покренуо др. Стивен В. Крес из Националног друштва Аудубон да обнови арктичке морске папагаје на гнездећим острвима у заливу Мејн. Источно камено острво је било богато гнездима до 1885. године, када су птице нестале због претераног лова. Рачунајући на чињеницу да се млади папагаји обично враћају да се размножавају на истом острву са којег су побегли, тим биолога и волонтера преселио је 10—14 старе младунце са Великог острва на Њуфаундленду и Лабрадору. Млади су постављени у вештачким јазбина и хранили се рибама обогаћеним витаминима дневно око месец дана. Такве годишње транслокације су се дешавале до 1986. године, са укупно 954 младунчади који су премештени. Сваке године пре поласка млади су појединачно означавани. Први одрасли су се вратили на острво 1977. Арктички морски папагаји су постављени на острво како би их преварили да мисле да су део успостављене колоније, што у почетку није давало резултата, али 1981. године четири пара су се угнездила на острво. Године 2014. на острву је избројано 148 гнездећих парова. Осим што је демонстрирао изводљивост поновног успостављања колоније морских папагаја, пројекат је показао и корисност употребе мамца и евентуално позивања снимака и огледала, како би се олакшало такво поновно успостављање.

### Загађење
С обзиром да арктички морски папагај зиме проводи на отвореном океану, подложан је људским поступцима и катастрофама попут изливања нафте. Уљано перје има смањену способност изолације, чини птицу рањивијом на температурној осцилацији и отежава плутање у води. Многе птице угину, а друге, покушавајући да уклоне уље пречишћавањем, уносе и удишу токсине што доводи до упале дисајних путева и црева, а дугорочно до оштећења јетре и бубрега. Ова траума може допринети губитку репродуктивног успеха и наштетити ембрионима у развоју. Изливање нафте које се дешава зими, када су арктички морски папагаји далеко на мору, може утицати на њих мање од птица на обали јер се мрље сирове нафте убрзо распадају и распршују услед набијања таласа. Када се науљене птице оперу на плажама око атлантских обала, само око 1,5% мртвих њорки су арктички морски папагаји, али многе друге су можда угинуле далеко од земље и потонуле. Након бродолома нафтне цистерне Torrey Canyon и изливања нафте 1967. године, пронађено је неколико мртвих папагаја, али је број гнежђења у Француској следеће године смањен на 16% од претходне.
Арктички морски папагај и друге пелагичне птице су биоиндикатори животне средине, јер заузимају висок трофички ниво. Тешки метали и други загађивачи су концентрирани кроз ланац исхране, а како су рибе примарни извор хране арктичких морских папагаја, њихов је потенцијал велики за биоакумулацију тешких метала попут живе и арсена. Мерења се могу вршити на јајима, перју или унутрашњим органима и испитивање птица на плажи, праћено хемијском анализом перја, може бити ефикасан показатељ загађења мора липофилним супстанцама, као и металима. Такође се могу користити за пружање доказа о штетним ефектима одређеног загађивача, користећи технике узимања отисака прстију за пружање доказа погодних за кривично гоњење починилаца.

### Климатске промене
Климатске промене могу утицати на арктичке морске папагаје на северном Атлантику. Најважнија демографска категорија може бити повећање температуре површине мора, што може имати користи за неке колоније на северу Атлантика. Успех у узгоју зависи од довољних залиха хране у време највеће потражње, како млади расту. У северној Норвешкој, главна храна за младе је харинга. Успех новоизлежених ларви рибе током претходне године био је условљен температуром воде која је контролисала бројност планктона која је утицала на раст и опстанак харинге у првој години. Утврђено је да је успех гнежђења арктичких морских папагаја на овај начин у корелацији са температурама површине воде у претходној години.
У Мејну, на другој страни Атлантика, за промену популације због промене температуре мора је окривљен недостатак расположиве харинге, која је главна исхрана папагаја у том подручју. Неке одрасле птице су исцрпљене и угинуле. Други су гнездо снабдевали Peprilus triacanthus, али они су често превелики како би их млади прогутали, због чега умиру од глади.

### Туризам
Узгојне колоније арктичких морских папагаја пружају примамљив спектакл посматрачима птица и туристима. На пример, годишње се на острвима близу обале Мејна гнезди 4000 папагаја, а посетиоци их могу видети са туристичких бродова који раде током лета. Центар за посетиоце пројекта Puffin у Рокланду пружа информације о птицама и њиховом животу, као и о другим пројектима очувања које предузима Национално друштво Аудубон, које води центар. Колоније се посматрају у Националном резервату за дивље животиње помоћу камера уживо током сезоне парења. Сличне туре раде по Исланду, Хебриду и Њуфаундланду и Лабрадору.

### Лов
Историјски гледано, арктички морски папагаји су хватани и јели се свежи, сољени у туршији или димљени и сушени. Њихово перје је коришћено за постељину, а јаја су поједена, али не у истој мери као код неких других морских птица које је било теже извући из гнезда. У већини земаља, арктички морски папагаји су сада заштићени законима, а у земљама у којима је лов још увек дозвољен, строги закони спречавају прекомерну експлоатацију. Иако су упућени позиви за потпуну забрану лова на арктичке морске папагаје на Исланду због забринутости због све мањег броја птица које успешно узгајају младе, оне се и даље хватају и једу тамо и на Фарским Острвима.
Традиционални начини хватања су се разликовали по опсегу птица, а мреже и штапови су коришћени на различите начине. На Фарским Острвима метод избора био је fleyg, уз употребу fleygingarstong, стуба дужине 3,6 метара са малом мрежом на крају окаченом између два штапа. Неколико мртвих арктичких морских папагаја је разбацано унаоколо како би привукло долазеће птице да слете, а мрежа је окренута према горе како би ухватила птицу из ваздуха док је успоравала пре слетања. Ловци би се често крили на врховима литица у каменим седиштима изграђеним у малим удубљењима како би се сакрили од арктичких морских папагаја који им лете изнад глава. Већина ухваћених птица биле су младе јединке, а вешт ловац је могао скупити 200—300 дневно. Други начин хватања, коришћен у Шкотској, је укључивао употребу флексибилног стуба са омчом на крају који би одмах убио жртву, пре него што су његове борбе могле узбунити друге птице у близини.  

### У култури
Арктички морски папагај је званични симбол Њуфаундланда и Лабрадора. Августа 2007. је неуспешно предложен за службени симбол Либералне партије Канаде од стране његовог заменика Мајкла Игњатијефа, након што је посматрао колонију ових птица и фасцинирао се њиховим понашањем. Норвешка општина има арктичког морског папагаја за свој грађански амблем. Добили су бројна неформална имена, укључујући „морске кловнове” и „морске папагаје”, а млади се називају „пахуљице”.
Бројна острва су добила име по птици. Острво Лунди у Уједињеном Краљевству је име добило по нордијској речи lund-ey или „острво морских папагаја”. Предложено је алтернативно објашњење повезано са другим значењем речи lund које се односи на шумовито подручје. Викинзи су пронашли острво као корисно уточиште након што су га уништилили на копну. Острво је издавало сопствене кованице, а 1929. и сопствене поштанске марке са апоенима арктичких морских папагаја. Друге земље које су на својим маркама приказале арктичке морске папагаје су Олдерни, Канада, Фарска Острва, Француска, Гибралтар, Гернзи, Исланд, Ирска, Острво Мен, Џерзи, Норвешка, Португалија, Русија, Словенија, Сен Пјер и Микелон и Уједињено Краљевство. LPO, француска добротворна организација за биодиверзитет која се фокусира на заштиту птица, користи пар арктичких морских папагаја као свој симбол.
Издавач меких повеза Penguin Books је представио низ књига за децу под брендом Puffin Books 1939. У почетку су то били публицистички наслови, али је убрзо уследио списак познатих писаца. Потражња је била толико велика да су клубови Puffin Books уведени у школе како би се подстакло читање, а основан је и часопис за децу Puffin Post.
На исландском острву постоји традиција да деца спашавају младе арктичке морске папагаје, што је чињеница забележена у фото–илустрираној дечјој књизи Бруса Макмилана Nights of the Pufflings (1995). Младунци излазе из гнезда и покушавају да се пробију до мора, али се понекад збуне због уличне расвете, па завршавају у селу. Деца их сакупљају и пуштају у море.